# Taler Gold
Taler Gold (alte Schreibweise: Thaler Gold) ist die Bezeichnung für die aus dem Reichstaler hervorgegangene Rechnungseinheit, in der in Bremen seit der Mitte des 18. Jahrhunderts bis zur Einführung der Mark am 1. Juli 1872 gehandelt wurde. Bremen war im 18. und 19. Jahrhundert das einzige Gebiet innerhalb des Heiligen Römischen Reichs bzw. des Deutschen Bundes, in dem bereits vor 1872 ein Goldstandard galt.
Es galt 1 Taler Gold = 72 Grote = 360 Schwaren. Wegen des Warengeldcharakters hatte auch das eigene Bremer Kleingeld einen Kurswert gegenüber dem Taler
Gold, der mit dem allgemeinen Wertverhältnis von Gold zu Silber schwankte: Umlaufende Silbermünzen waren hier Handelsmünzen.

## Geschichtlicher Hintergrund
Seit dem ersten Viertel des 18. Jahrhunderts waren vermehrt hochwertig ausgeprägte französische Goldmünzen, die Louisdor, ins Ausland, u. a. nach Bremen geflossen. Während sich die umlaufenden 2/3-Taler in Silber als nicht wertbeständig herausgestellt hatten, boten die Louisdor eine stabile Münze im Wert von 5 Talern. Etwa gegen 1745–1750 bürgerte sich in Bremen daher der Louisdor als allgemein akzeptierte Währung ein und verdrängte die Silbergroßmünzen. Diese wurden zu einer in Louisdor gehandelten Ware (Handelsmünze). Zur Unterscheidung von Talern im Silberstandard wurde für 1/5 Louisdor die Bezeichnung Thaler Gold gewählt.

## Ausmünzungen
Tatsächlich in Gold geprägte Taler Gold wurden als offizielle Währungsmünzen in Bremen nie ausgegeben. Es liefen in der Stadt aber neben Silbermünzen auswärtige Goldmünzen um, vor allem Louisdor und andere Pistolen im Wert von etwa 5 Reichstalern wie der Friedrichsdor. Diese Goldmünzen können als faktische Verkörperungen von 5 Talern Gold angesehen werden.
Mit „Thaler Gold“ bezeichnete Silbermünzen wurden 1863, 1865 und 1871 als Gedenkprägungen herausgegeben. Es wurden sowohl halbe als auch ganze Thaler Gold geschlagen. Diese Silbermünzen folgten einem 1840 festgesetzten Münzfuß für die Prägung Bremer Groten von etwa 13½ Talern aus der feinen Mark.

## Übergang zur Markwährung
Nach dem Münzgesetz vom 4. Dezember 1871 entsprach die Krone zu 10 Mark 3 1⁄93 Taler Gold. Daraus ergab sich die Umrechnung:
- 1 Taler Gold ≈ 3,32 Mark, 1 Groten ≈ 0,05 Mark, 1 Schwaren ≈ 0,01 Mark

- 1 Mark ≈ 21 Groten 3 1⁄3 Schwaren.

Der Taler Gold galt durch Gesetz vom 30. April 1872 per 1. Juli 1872 nicht mehr als gesetzliches Zahlungsmittel.
Beim Umtausch in Mark im Jahr 1872 gelangten bremische Münzen im Gesamtwert von 617.650 Talern Gold zur Einlösung.